# Zamunda fuscirostris
Zamunda fuscirostris är en insektsart som först beskrevs av Lucien Chopard 1969.  Zamunda fuscirostris ingår i släktet Zamunda och familjen syrsor. Inga underarter finns listade i Catalogue of Life.